# Eva Mikulecká (duchovní)
Eva Mikulecká (* 11. května 1960, Praha) je farářka, vikářka, ekumenická pracovnice, tajemnice ústřední rady Církve československé husitské.

## Život
Eva Mikulecká pochází z farářské rodiny, otec Václav Mikulecký sloužil jako farář v Praze-Braníku, Kobylisích a v Karlíně. V roce 1960 mu byl odejmut státní souhlas k výkonu duchovenské služby, což zásadně poznamenalo osud jeho i celé rodiny. Z důvodu nepříznivého kádrového posudku se Eva nejprve vyučila prodavačkou skla a porcelánu, současně hrála vrcholově volejbal a při zaměstnání vystudovala gymnázium pro pracující.
V roce 1984 jí bylo povoleno nastoupit na Husovu československou bohosloveckou fakultu v Praze. Během studia bohosloví vycestovala na delší dobu do Skotska, kde se zapojila do ekumenické práce. Pracovala rok ve Scottish Churches House jako správce domu, který byl konferenčním zařízením pro všechny církve ve Skotsku. Její závěrečná diplomová práce se týkala srovnání Liturgie Karla Farského a revidované liturgie Episkopální církve ve Skotsku, ve které po celou dobu žila a prohlubovala svou víru.
Po návratu na podzim r. 1989 dokončila studium na HČBF, byla vysvěcena na kněze a v únoru 1990 uvedena jako farářka do náboženské obce Praha-Michle, Sboru Alberta Schweitzera, kde působí stále.
Husitské společenství v Praze-Michli se schází ve Sboru Alberta Schweitzera. Eva Mikulecká zde zavedla pravidelná setkávání se lidí ohrožených sociálním vyloučením a ztrátou zaměstnání, aby zde tito spoluobčané mohli najít podporu a radu.
Své zkušenosti ze zahraničního pobytu zúročila v Ekumenické radě církví, kde se stala zahraniční korespondentkou v EYCE (Ekumenická mládežová rada v Evropě). V letech 1991–1993 působila jako prezidentka EYCE. V této době EYCE pořádala řadu seminářů v Evropě, zejména se zaměřením na potlačování předsudků ve společnosti a církvi, zvláště vůči romské menšině.
Dalším velkým tématem bylo násilí proti ženám a dětem, práce s mládeží, příprava táborových vedoucích
Krom duchovenské služby se Eva Mikulecká s obrovským nasazením věnuje praktické sociální práci, zejména s mládeží opouštějící v 18 letech dětské domovy a další výchovné instituce. Spolu s Cath Moss realizovaly stavbu domu na půli cesty - Maják, který započal činnost v roce 2007. "DPC Maják"  je  navázán na  sbor  a faru v Michli nejen tím, že spolu sousedí, ale budují jedno společenství.
Sociální práce je dlouholetou součástí aktivit farnosti Církve československé husitské v Praze-Michli. Mgr. Eva Mikulecká a pastorační asistentka Cath Moss iniciovaly s tehdejším pražským biskupem Církve československé husitské René Hradským v roce 1997 vznik zastřešující organizace pro práci s mládeží - občanského sdružení Ekumenická síť pro aktivity mladých [Ecumenical Network for Youth Action – ENYA]; pořádající aktivity pro děti z farnosti i letní tábory pro sociálně znevýhodněné děti. ENYA umožnila vznik a provoz Domova na půl cesty Maják v sousedství fary náboženské obce v Michli, a později, od roku 2022 je otevřen již druhý Domov na půl cesty Koruna v Praze-Radotíně.

### Externí zdroje
- Domov Maják slouží mladým lidem odcházejícím v 18 letech z dětských domovů
- Jak vznikal "domov na půl cesty"
- v 15 letech jsem si pro sebe řekla, že bych ráda pomáhala lidem
- Ekumenická síť pro aktivity mladých [Ecumenical Network for Youth Action – ENYA]
- Domov na půl cesty KORUNA
- Náboženská obec Církve československé husitské v Praze 4–Michli